# Olympia Snowe
Olympia Jean Snowe (ur. jako Olympia Jean Bouchles 21 lutego 1947) – amerykańska polityk, senator ze stanu Maine (wybrana w 1994 i ponownie w 2000 i 2006), członkini Partii Republikańskiej. Wcześniej została wybrana do Izby Reprezentantów w 1978 i służyła tam przez osiem kadencji (1979–1995). 28 lutego 2012 ogłosiła, że nie będzie ubiegała się o czwartą kadencję w wyborach do kongresu w listopadzie 2012. Opuściła Senat po zakończeniu swojej trzeciej kadencji w styczniu 2013.
Zdobyła trzecią kadencję w wyborach, które odbyły się 7 listopada 2006. Jej przeciwniczką z Partii Demokratycznej była Jean Hay Bright. Snowe jest bardzo popularna w swoim stanie i było prawie pewne, że wygra wybory. W wyborach roku 2000 zdobyła 69% głosów, a w wyborach roku 2006 74% głosów. W 2012 mogłaby liczyć na prawie pewną wygraną, lecz odmówiła kandydowania, tłumacząc to frustracją wynikającą z zaostrzającego się konfliktu między głównymi partiami w Kongresie.
Jej ojciec był imigrantem z Grecji. Jej mężem jest John Rettie McKernan Jr., były przedstawiciel stanu Maine w Izbie Reprezentantów Stanów Zjednoczonych i gubernator tego stanu.